# 奧斯特羅文卡省
奧斯特羅文卡省（województwo ostrołęckie）是波蘭歷史上的一個省，始於1975年。1999年1月1日被併入馬佐夫舍省。
1998年面積6,498平方公里。人口411,600人。首府奧斯特羅文卡。